# Krumbachsattel
Der Krumbachsattel ist ein 951 m ü. A. hoher Pass im südlichen Mostviertel in Niederösterreich, in der Nähe des steirischen Mariazell.
Der Pass liegt zwischen der  St. Aegyder Ortslage Unterknollenhals an der obersten Salza und der Ortschaft Walstern am Hubertussee im Halltal, Gemeinde Mariazell. Die Landesgrenze ist aber erst am Ende des Krumbachtals, der Pass liegt gänzlich in Niederösterreich.
Ostwärts geht ein Gerinne zur obersten Salza bei Knollenhals, Ortslage Krumbach, nach Westen der Krumbach über die Walster zur Salza.
Der Krumbachsattel verbindet den Ulreichsberg der Gruppe Traisenberg–Sulzberg mit dem Schwarzkogelstock (1365 m ü. A.), zwei voralpinen Berggebieten der Türnitzer Alpen. 
Der Gipfel direkt nördlich ist der Hohe Ulreichsberg (1276 m ü. A.), der südlich die Pitztonihöhe (1208 m ü. A.).
Über den Sattel führt ein Forstweg. Er ist als Wanderweg ein Abschnitt Knollenhals – Walstern des Mariazellerwegs (WW06, Gscheid – Ulreichsberg), des Niederösterreichischen Landesrundwanderwegs (NLW, Gscheid – Fadental), des Traisentaler Rundwanderwegs (655, Göller über Gsenger – Ulreichsberg) und des Waldmarkwegs (622, Göller über Gsenger – Hubertussee).